# Mistrzostwa Europy w Wioślarstwie 1905
13. Mistrzostwa Europy w Wioślarstwie odbyły się w dniu 27 sierpnia 1905 r. w belgijskiej Gandawie. Zawodnicy rywalizowali w 5 konkurencjach wioślarskich na pobliskim kanale łączącym belgijską Gandawę z holenderskim Terneuzen. 

## Medaliści
| Konkurencja                 | Złoto | Srebro | Brąz | Źródło      |
| --------------------------- | --- | --- | --- | ----------- |
| M1x (jedynka)               | Henri Barbenés                                                                                            | Gaston Delaplane | – | [ 1 ]       |
| M2x (dwójka podwójna)       | Belgia Theodore Conrades · Xavier Crombet                                                                 | Włochy Luigi Gerli · Emilio Sacchini | Francja Pichard · Caudron | [ 2 ]       |
| M2+ (dwójka ze sternikiem)  | Belgia Guillaume Visser · Urbain Molmans · Rodolphe Colpaert (sternik)                                    | Francja Beurrier · Tirmont | Włochy Archimede de Gregori · Guido de Cupis                                                                                               | [ 3 ]       |
| M4+ (czwórka ze sternikiem) | Belgia Guillaume Visser · Urbain Molmans · Julien Lauwers · Ernest Tralbaut · Rodolphe Colbaert (sternik) | Włochy Ercole Olgeni · Scipione del Giudice · Ernesto Fontanella · Antonio Finotti · Corrado Benedettelli (sternik)                                                              | Francja | [ 4 ]       |
| M8+ (ósemka)                | Francja Coleman · Joseph Freschon · Huret · Peron · Vincent · Langevin · Boulanger · Léon Maeckereel      | Belgia Guillaume Visser · Urbain Molmans · Julien Lauwers · Ernest Tralbaut · Albert Heye · Hector Deprume · Polydor de Geyter · Rodolphe Meyvaert · Rodolphe Colbaert (sternik) | Włochy Enrico Capelli · Antonio Maganza · Angelo Buffoni · Luigi Gerli · Agostino Urani · Costante Brambilla · Erminio Dones · Mario Rossi | [ 5 ] [ 6 ] |

## Klasyfikacja medalowa
| Miejsce | Reprezentacja                             | Złoto | Srebro | Brąz | Razem |
| ------- | ----------------------------------------- | ----- | ------ | ---- | ----- |
| 1.      | Belgia                                    | 3     | 1      | 0    | 4     |
| 2.      | Francja                                   | 1     | 2      | 2    | 5     |
| 3.      | Cesarstwo Niemieckie (Alzacja-Lotaryngia) | 1     | 0      | 0    | 1     |
| 4.      | Włochy                                    | 0     | 2      | 2    | 4     |
| Razem   | Razem                                     | 5     | 5      | 4    | 14    |